# Сайнс, Ренато
Рена́то Сайнс (исп. Renato Sáinz, 14 декабря 1899, Ла-Пас, Боливия — 28 декабря 1982) — боливийский футболист,  полузащитник, участник ЧЮА 1926, ЧЮА 1927 и чемпионата мира 1930 года.

## Карьера

### Клубная
Ренато Сайнс выступал за клуб «Стронгест».

### В сборной
В сборной дебютировал на чемпионате Южной Америки 1926, сыграл во всех матчах турнира. В чемпионате, проводившемся через год в Лиме, Сайнс сыграл лишь в стартовом матче против Аргентины.
На чемпионате мира 1930 года он принял участие только в одной встрече против сборной Бразилии. Матч завершился для боливийцев со счётом 0:4.
| Матчи и голы Ренато Сайнса за сборную Боливии | Матчи и голы Ренато Сайнса за сборную Боливии | Матчи и голы Ренато Сайнса за сборную Боливии | Матчи и голы Ренато Сайнса за сборную Боливии | Матчи и голы Ренато Сайнса за сборную Боливии | Матчи и голы Ренато Сайнса за сборную Боливии | Матчи и голы Ренато Сайнса за сборную Боливии |
| --------------------------------------------- | --------------------------------------------- | --------------------------------------------- | --------------------------------------------- | --------------------------------------------- | --------------------------------------------- | --------------------------------------------- |
| №                                             | Дата                                          | Место проведения                              | Соперник                                      | Счёт                                          | Голы                                          | Турнир                                        |
| 1                                             | 12 октября 1926                               | Сантьяго, Чили                                | Чили                                          | 1:7                                           | -                                             | Чемпионат Южной Америки по футболу 1926       |
| 2                                             | 16 октября 1926                               | Сантьяго, Чили                                | Аргентина                                     | 0:5                                           | -                                             | Чемпионат Южной Америки по футболу 1926       |
| 3                                             | 23 октября 1926                               | Сантьяго, Чили                                | Парагвай                                      | 1:6                                           | -                                             | Чемпионат Южной Америки по футболу 1926       |
| 4                                             | 28 октября 1926                               | Сантьяго, Чили                                | Уругвай                                       | 0:6                                           | -                                             | Чемпионат Южной Америки по футболу 1926       |
| 5                                             | 30 октября 1927                               | Лима, Перу                                    | Аргентина                                     | 1:7                                           | -                                             | Чемпионат Южной Америки по футболу 1927       |
| 6                                             | 20 июля 1930                                  | Монтевидео, Уругвай                           | Бразилия                                      | 0:4                                           | -                                             | Чемпионат мира 1930                           |

Итого: 6 матчей / 0 голов; 0 побед, 0 ничьих, 6 поражений.